# Renato Dulbecco
Pour les articles homonymes, voir Dulbecco.
Renato Dulbecco, né le 22 février 1914 à Catanzaro en Calabre, en Italie, et mort le 19 février 2012 à La Jolla en Californie, aux États-Unis,, est un médecin virologue italo-américain. Il a reçu le prix Nobel de physiologie ou médecine en 1975 pour son travail sur les oncovirus et les mécanismes de carcinogenèse.

## Biographie
Renato Dulbecco est le fils d'un père ingénieur originaire de Ligurie et d'une mère calabraise, Emma Virdia, originaire de Tropea. Il fait ses études à l'Université de Turin. À l'âge de 22 ans, il obtient son diplôme d'anatomopathologiste sous la direction de Giuseppe Levi. Il fera à cette époque la connaissance de Salvador Luria et de Rita Levi-Montalcini qui joueront un grand rôle plus tard dans sa vie lors de son émigration aux États-Unis. En 1940, il doit retourner dans l'armée avec l'entrée en guerre de l'Italie et combat sur le front français puis russe, où il est blessé à l'épaule. En convalescence en Italie, il s'engage dans la résistance turinoise contre les Allemands.
Après la guerre, Dulbecco finit son travail dans le laboratoire de Levi, puis il partira avec Rita Levi-Montalcini aux États-Unis à Bloomington dans l'Indiana pour travailler avec Salvador Luria sur les bacteriophages. En 1949, il entre au Caltech à Pasadena dans le groupe de Max Delbrück où il commence ses recherches sur le poliovirus avec Marguerite Vogt, puis sur les oncovirus. Il obtient la naturalisation américaine en 1953.
À la fin des années 1950, il recrute comme étudiant Howard Temin, avec qui, en plus de David Baltimore, il va partager son prix Nobel de physiologie ou médecine en 1975 pour leurs « découvertes concernant l'interaction entre les virus oncogéniques et le matériel génétique des cellules ». En réalité, Temin et Baltimore font la découverte simultanée et indépendante de l'enzyme transcriptase inverse, sans que Dulbecco soit directement impliqué dans les recherches, mais il leur avait enseigné les méthodes technologiques pour la culture des virus et la purification de l'enzyme. En 1964, il reçoit le prix Lasker.
En 1962, il intègre le Salk Institute et en 1972 The Imperial Cancer Research Fund (actuellement connu sous le nom de London Research Institute (en)). Il revient au Salk Institute en 1977 et en devient le président de 1988 à 1992. En 1986, Dulbecco est l'un des promoteurs du projet Génome humain,,.
En 1993, il retourne en Italie où il est devenu le président de l'Institut de technologies biomédicales du Conseil national de la recherche à Milan tout en conservant son poste émérite au Salk Institute.

## Apports scientifiques
Renato Dulbecco et son groupe ont principalement démontré que l'infection de cellules par certains types de virus, dits oncovirus, aboutissait à l'incorporation de matériel génétique viral dans la cellule hôte, en particulier des oncogènes pouvant conduire à la transformation tumorale de ces cellules. Ce mécanisme peut dans certains cas entraîner la formation de cancers chez l'homme. Il a été un précurseur de la compréhension des mécanismes moléculaire de la carcinogenèse induite par les virus.
Par ailleurs, son nom reste attaché dans l'histoire de la biologie cellulaire à la mise au point de milieux de culture pour les cellules eucaryotes, dont le fameux milieu de Dulbecco (DMEM) utilisé quotidiennement dans les laboratoires du monde entier.

## Prix et distinctions
- 1964 : prix Albert-Lasker pour la recherche médicale fondamentale
- 1967 : prix Paul-Ehrlich-et-Ludwig-Darmstaedter
- 1975 : prix Nobel de physiologie ou médecine